# La guerra segreta
La guerra segreta (The Dirty Game) è un film del 1965 diretto da Christian-Jaque, Werner Klingler, Carlo Lizzani e Terence Young.

## Trama
Un generale sovietico scappa da Berlino Est ed informa gli alleati occidentali che nel Mar Rosso si sta preparando una trappola per due sottomarini statunitensi carichi di armi atomiche. L'operazione di salvataggio dei mezzi riesce, ma i biechi avversari tentano di rapire a Roma uno scienziato esperto in fisica nucleare che verrà salvato da una spia italiana.